# 56 Pułk Artylerii Przeciwpancernej

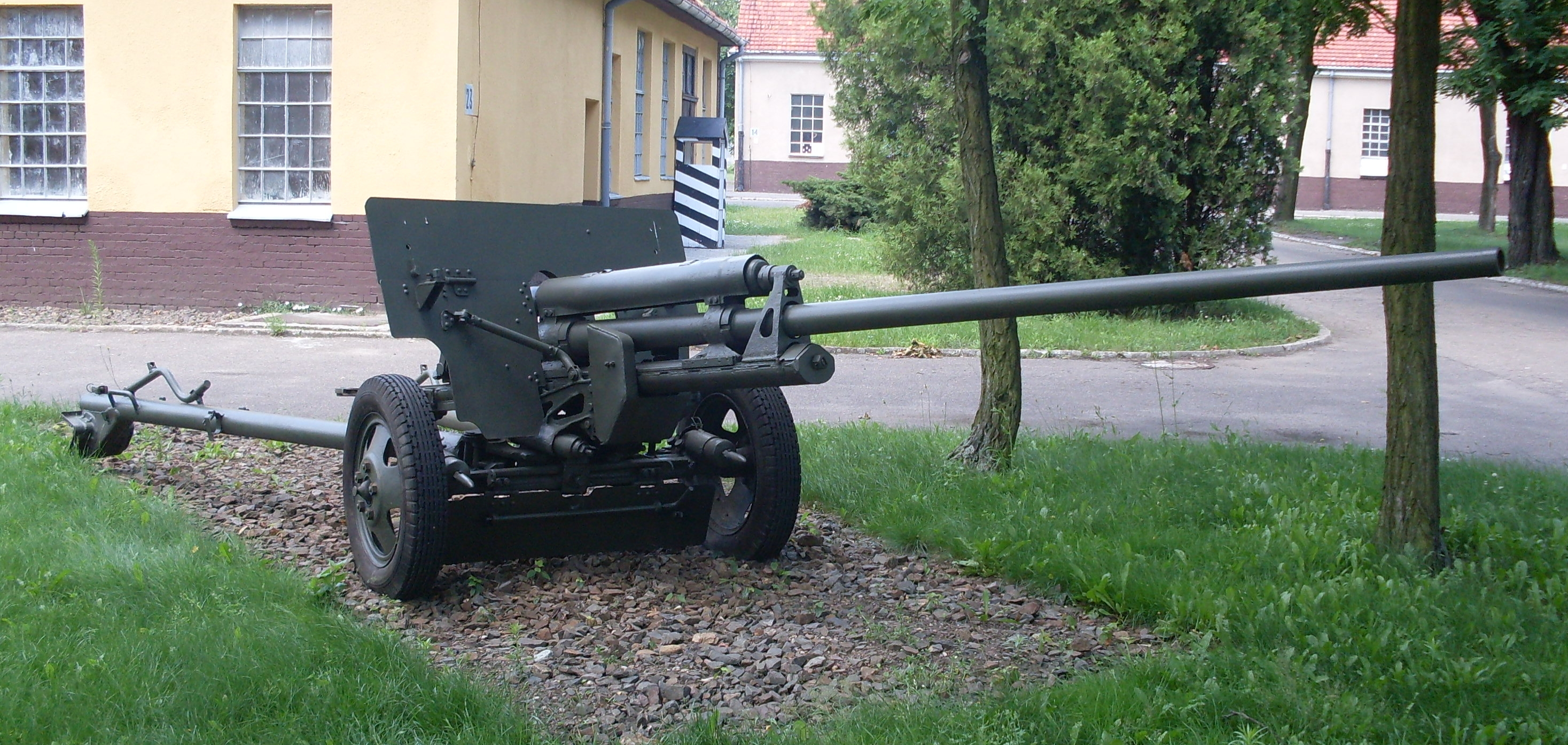
Armata przeciwpancerna wz. 1943 ZIS-2

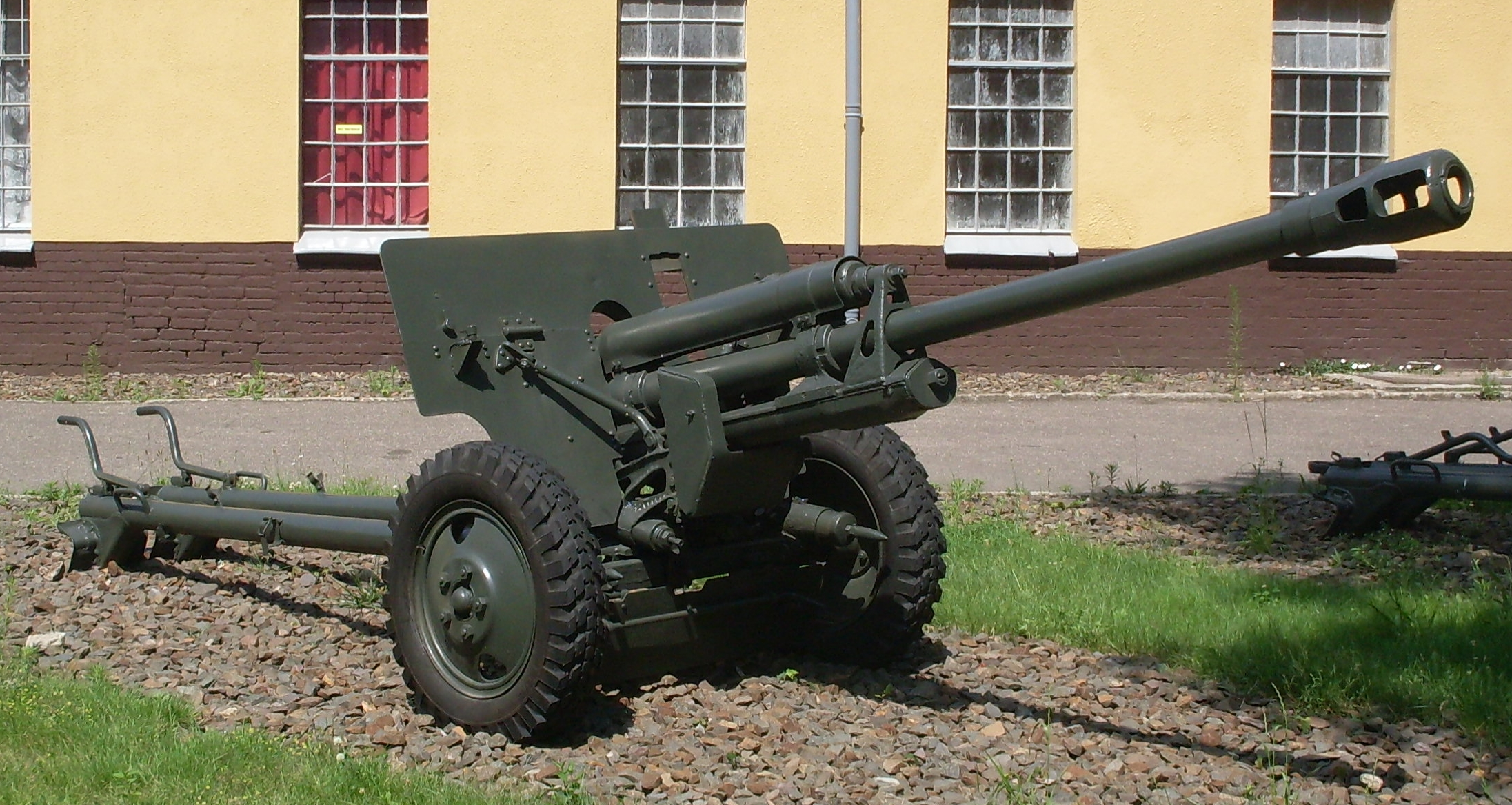
Armata dywizyjna wz. 1942 ZIS-3

56 Pułk Artylerii Przeciwpancernej (56 pappanc) – oddział artylerii przeciwpancernej ludowego Wojska Polskiego.

## Formowanie i zmiany organizacyjne
Pułk został sformowany pod Chełmem na podstawie rozkazu nr 8 Naczelnego Dowództwa Wojska Polskiego z 20 sierpnia 1944 roku, w składzie 9 Brygady Artylerii Przeciwpancernej, według sowieckiego etatu nr 08/597. 31 października 1944 roku, w Chełmie, żołnierze pułku złożyli przysięgę.

## Dowództwo pułku
- dowódca – mjr Jan Popow
- zastępca do spraw polityczno-wychowawczych – ppor. Jan Ludowski
- zastępca do spraw liniowych – ppłk Owczynnikiow
- szef sztabu – mjr Blauszynow

## Działania bojowe
Wiosną 1945 roku pułk wziął udział w operacji łużyckiej, a następnie w operacji praskiej. Działania bojowe rozpoczął podczas forsowania Nysy Łużyckiej wspierając 34 pułk piechoty. Walczył pod Odernitz, Diehsą oraz Grosseohrsdorfem. Szlak bojowy pułk zakończył 10 maja 1945 roku pod Rumburgiem.
|  |  |  |

|  |  |